# Barugo
Barugo est une municipalité des Philippines située dans le nord de la province de Leyte.

## Subdivisions
La municipalité de Barugo est divisée en 37 barangays (districts) :
- Abango
- Amahit
- Balire
- Balud
- Bukid
- Bulod
- Busay
- Cabarasan
- Cabolo-an
- Calingcaguing
- Can-isak
- Canomantag
- Cuta
- Domogdog
- Duka
- Guindaohan
- Hiagsam
- Hilaba
- Hinugayan
- Ibag
- Minuhang
- Minuswang
- Pikas
- Pitogo
- Poblacion Dist. I
- Poblacion Dist. II
- Poblacion Dist. III
- Poblacion Dist. IV
- Poblacion Dist. V
- Poblacion Dist. VI
- Pongso
- Roosevelt
- San Isidro
- San Roque
- Santa Rosa
- Santarin
- Tutug-an